# أندري سوكوفيتسكي
أندري سوكوفيتسكي (27 يونيو 1974 - 2 مارس 2022) كان لواءًا روسيًا قتل في الغزو الروسي لأوكرانيا عام 2022.

## السيرة الذاتيّة
وُلد سوكوفيتسكي في 27 حزيران/يونيو 1974، وتخرَّج من الكلية العسكرية عام 1994. عمل في البداية كقائد فصيلة[غير مفهوم] قبل أن يرتقي تدريجيًا في الرتب. وصفته صحيفة ذي إندبندنت بأنه «جندي مظلّي محترَم». خدم في العمليات العسكرية في شمال القوقاز وقاتل في أبخازيا خلال الحرب الروسية الجورجية عام 2008، وشاركَ لاحقًا في التدخل العسكري الروسي في الحرب الأهلية السورية، ثم كُرِّمَ لدوره في ضم القرم من قِبل روسيا عام 2014.
تمَّت ترقيته إلى رتبة لواء، وعُيّن بعدها نائبًا لقائد ما يُعرف بجيش الأسلحة المشتركة رقم 41 وذلك في تشرين الأول/أكتوبر 2021. حاربَ في الغزو الروسي لأوكرانيا عام 2022، حيثُ قاد قوات سبيتسناز أثناء الغزو. بحسبِ مصادر أوكرانيّة فقد قُتل سوكوفيتسكي يوم الثاني من آذار/مارس 2022 داخل أوكرانيا، وهو ما أكّدته صحيفة ذي إندبندنت نقلًا عن مصدر عسكريّ بالقولِ أنَّ قناصًا أطلق النار على سوكوفيتسكي. تم تأكيد وفاة سوكوفيتسكي لأول مرة في موقع التواصل الروسي فكونتاكتي من قِبل نائب جماعة قتاليّة روسية تضمُّ قدامى المحاربين الروس، وأكَّد على الخبر الرئيس الروسي فلاديمير بوتين نفسه حينما أشارَ إلى وفاته في خطابٍ متلفز.